# Blitter
Pour le réseau social, voir Black Twitter#Blitter.

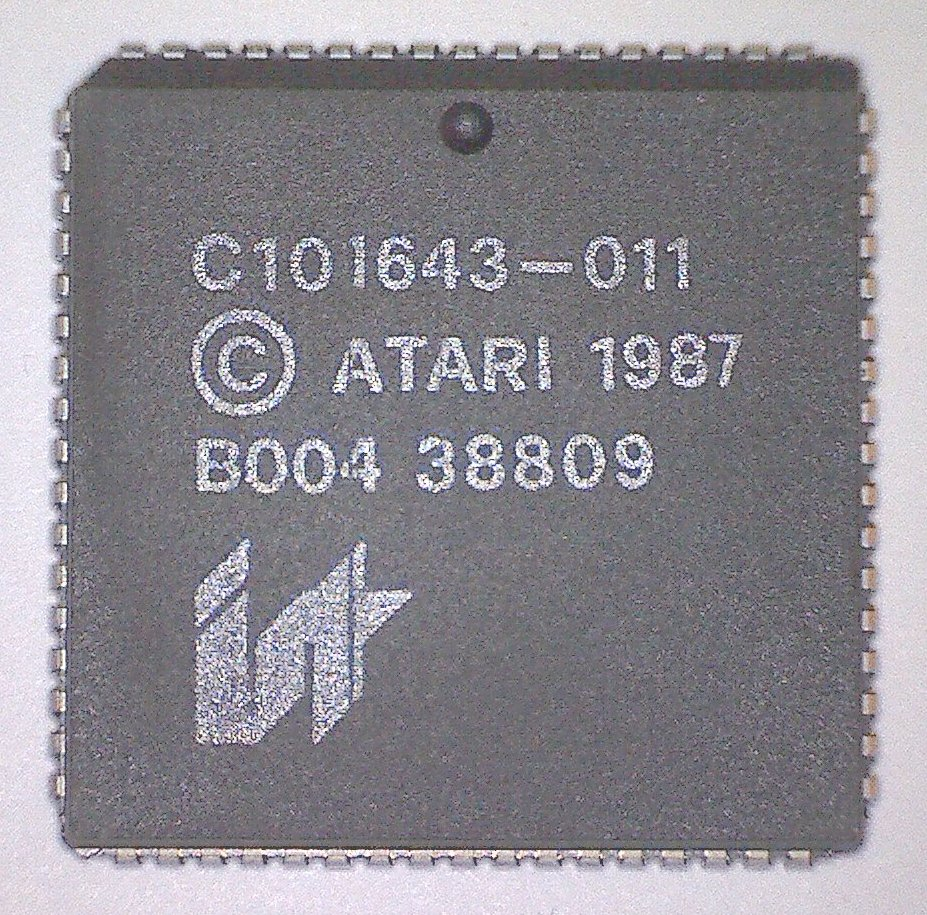
Puce Blitter atari

Un blitter (vient de BLIT, abréviation de bit block transfer) dans un micro-ordinateur est un co-processeur graphique 2D accélérant les copies de blocs. Il peut être utilisé pour décharger le processeur principal dans des opérations comme le défilement ou les mouvements de sprites.